# Lupo Giallo
Isaviah, in inglese Yellow Wolf, in italiano Lupo Giallo, talvolta chiamato Sabaheit, in inglese Little Wolf, in italiano Piccolo Lupo (Texas, circa 1800 o 1805 – Oklahoma, 1854), è stato un condottiero nativo americano della divisione Penateka della nazione Comanche.
Era nipote collaterale di Mukewarrah e cugino, nonché principale sodale, di Potsʉnakwahipʉ (Buffalo Hump o buffalo bull's back, in italiano Gobba-di-Bisonte). Raggiunse una posizione di preminenza riconosciuta anche dai bianchi dopo il massacro alla Council House di San Antonio nel 1840, affermandosi come principale alter-ego di Potsʉnakwahipʉ in occasione del “Great Raid” dei Comanche attraverso il Texas nello stesso anno 1840.

## Gioventù e ascesa
La vita giovanile e l’addestramento come guerriero di Isaviah (Yellow Wolf, talvolta chiamato anche Little Wolf), in italiano Lupo Giallo, insieme con quelli del cugino Potsʉnakwahipʉ (Buffalo Hump), in italiano Gobba-di-Bisonte, avvennero probabilmente all’ombra dello zio, il capo e sciamano Uomo Dialogante-con-lo-Spirito (Mukwoorʉ, Mukewarrah).
Nel 1829 Potsʉnakwahipʉ e, presumibilmente, Isaviah condussero i loro guerrieri al nord, per recuperare una grande mandria rubatagli dagli Cheyenne e misurarsi - così come già era costante abitudine dei guerrieri Yamparika (fra i quali stava consolidandosi la posizione di Parua-wasamen, alias Dieci Orsi), Nokoni (fra i quali stava consolidandosi la posizione di Huupi-pahati, alias Albero Alto), Kotsoteka (fra i quali, considerandone estremamente probabile l'appartenenza a tale divisione Comanche, stava consolidandosi, insieme con l'autorità di Tawaquenah, alias Grande Aquila, anche la posizione di Wulea-boo, alias Testa Rasata forse discendente del precedente Halisane *) e Kwahadi (fra i quali era ormai consolidata la fama di Pohebits-quasho, alias Casacca-di-Ferro verosimilmente discendente ed erede del precedente Camisa-de-Hierro, Wakswakswal già conosciuto dagli Iberici del Messico come Guaquanguas) -, nonché degli alleati Kiowa, con gli Cheyenne e gli Arapaho: i Penateka razziarono l'intera mandria di un villaggio Cheyenne sul Bijou Creek, a nord di Bent's Corral (Huerfano River), ma furono a propria volta derubati, lungo la via del ritorno, da una banda di circa 20 guerrieri Cheyenne al comando del famoso capo Ohkohmkhowais (anch’egli Yellow Wolf, cioè Lupo Giallo) inseguendo poi per un tratto gli Cheyenne verso i loro villaggi e rinunciando infine per non trovarsi esposti all'attacco da parte di soverchianti forze nemiche: la vicenda si risolse pertanto in uno scambio di razzie reciproche, con nuovo furto da parte degli Cheyenne della mandria recuperata e nuovo inseguimento - reso inutile dai fucili degli Cheyenne - da parte dei Comanche.
Ancora nel 1829, insieme con Potsʉnakwahipʉ, Isaviah guidò una spedizione contro gli insediamenti della Guadalupe Valley, sancendo il fallimento dei tentativi di Mukewarrah e Incoroy di stipulare un accordo di pace coi Messicani e divenendo noto anche fra costoro. Nel 1835 i due cugini, Potsʉnakwahipʉ e Isaviah, a capo di una spedizione forte di 300 guerrieri Comanche, condussero un attacco contro il villaggio di Parral, nel Chihuahua. Nel 1838, quando Potsʉnakwahipʉ, ormai affermatosi come il principale capo di guerra dei Penateka insieme con lo stesso Isaviah e Santa Anna, accompagnò i capi di pace Uomo Dialogante-con-lo-Spirito (Mukwoorʉ, Mukewarrah), Uomo Dedito-all’Amore (Pahayoko, Pahayuca) e Vecchio Gufo (Mupitsukupʉ, Mopechucope), a Houston, per incontrarvi il Presidente texano Sam Houston e sottoscrivere con lui un trattato, Isaviah, come Santa Anna, non fu incluso nella delegazione rimanendo a capo dei guerrieri, con ciò garantendosi la migliore efficienza dei guerrieri nel caso di necessità. Comunque, subentrato nella Presidenza Mirabeau Bonaparte Lamar, fautore dello scontro coi nativi e della loro espulsione dal Texas, le ostilità ripresero.

## Il tradimento della Council House
Nel gennaio 1840 i Comanche proposero ai Texani nuove trattative e, il 19/3/1840, una delegazione composta da 65 Penateka Comanche (compresi una dozzina di capi di varie bande e diverse donne), guidata da Mukewarrah e da Kwihnai * (Eagle, alias Aquila), si presentò a San Antonio, conducendo una prigioniera bianca, Matilda Lockhart: secondo le istruzioni impartite dal Presidente Lamar alla delegazione texana (guidata dal f. f. Segretario di Stato per la Guerra, William Cooke), il gen. Hugh D. McLeod, comandante militare, aveva però predisposto una trappola con tre compagnie di fanteria al comando del ten. col. William Fisher e, quando i capi Comanche rifiutarono di restituire altri 12 prigionieri, non in loro possesso, tentò di farli arrestare da una compagnia di soldati all'interno della Council House; benché armati soltanto dei loro coltelli i Comanche opposero resistenza e durante lo scontro derivatone 35 Comanche (fra i quali tutti i capi, tre donne e due bambini) furono uccisi, e 29 catturati, mentre la vedova di Muckewarrah fu rinviata ai Comanche per informarli che i loro consanguinei sarebbero stati uccisi se i prigionieri bianchi non fossero stati restituiti; i Texani persero sette uomini. Isimanica si presentò davanti a San Antonio con 300 guerrieri, sfidando la milizia attestata nella missione di San Josè, ma i Texani rifiutarono il combattimento, poi Piava, un capo minore, condusse a San Antonio tre prigionieri bianchi, consegnandoli; secondo alcune versioni, gli altri prigionieri bianchi furono messi a morte dai Comanche. Pahayuca e Mopechucope divennero i principali capi civili dei Penateka, e Potsʉnakwahipʉ divenne il principale capo militare, affiancato da Isaviah e Santa Anna. I Comanche presero atto della trappola tesa ai loro capi, inutilmente protetti dalla bandiera bianca simbolo di tregua.

## Il “Great Raid” del 1840
Intorno alla metà dell'estate 1840, riuniti 400 guerrieri (con altri 500 famigliari), Potsʉnakwahipʉ, Isaviah, Santa Anna e Isimanica condussero piccole scorrerie tra Bastrop e San Antonio, esaurendo le energie dei rangers e dei reparti della milizia; poi Potsʉnakwahipʉ e Isaviah ritennero di essere pronti a una vendetta in grande stile per il tradimento perpetrato a San Antonio e passarono parola agli altri capi Comanche per organizzare una grande spedizione contro gli insediamenti texani; secondo la tradizione tutti i capi più importanti, in primo luogo Santa Anna, e perfino l’anziano Mopechucope, ma verosimilmente anche capi Comanche non appartenenti alla divisione Penateka, quali i Nokoni Huupi-pahati (Tall Tree, alias Albero Alto) e Quenah-evah (Eagle Drink, alias Bevanda-dell’Aquila), il Kotsoteka Wulea-boo (Shaved Head, alias Testa Rasata) e il Kwahadi Pohebits-quasho (Iron Jacket, alias Casacca-di-Ferro) avrebbero aderito. Nell’agosto 1840 i Comanche attraversarono i plains del Texas occidentale raggiungendo e assalendo Victoria e Linnville (all’epoca il secondo centro abitato del Texas), sulla costa texana, bruciandole e saccheggiandole nel corso della più grande razzia effettuata nel Texas.

## La Battaglia di Plum Creek
Facilmente sconfitti tre reparti (per un totale di 125 uomini) della milizia, al comando di John Tomlinson, Adam Zumwalt e Ben McCulloch presso il Garcitas Creek, e travolta un'altra compagnia della milizia, forte di 90 uomini al comando di Lafayette Ward, Matthew Caldwell e James Bird sulla via del San Marcos River, i Texas Rangers, raccolte agli ordini di Jack Hays e Ben McCulloch tutte le compagnie del Texas centrale e occidentale, e la milizia texana di Bastrop, al comando di Ed Burleson, e di Gonzales, al comando di Mathew Caldwell, tutti sotto il comando del brig. gen. Felix Houston, assalirono i Comanche lungo la via del ritorno, presso il Plum Creek nelle vicinanze di Lockhart. Nel combattimento i Comanche lasciarono sul terreno 12 guerrieri (sebbene i vari rapporti texani abbiano riportato l’uccisione di circa 100, oppure 80 o 60 guerrieri, o, ancora 50 guerrieri e una donna), a fronte di un morto tra i Texani; determinanti si dimostrarono le nuove rivoltelle Paterson Colt in dotazione ai Rangers, utilizzate per la prima volta, ma i Comanche salvarono gran parte del bottino e soprattutto i cavalli conquistati e, a prescindere dall’incerto conteggio dei morti, evidentemente considerarono la spedizione una grande vittoria, tale da esaltare, e non certamente sminuire, il prestigio dei capi.

## La fine della libertà dei Penateka
Nel gennaio-febbraio 1841 Isaviah, con 80 guerrieri, si spinse fino alla periferia occidentale di San Antonio, uccidendo nei dintorni due Messicani e un guardiano di pecore negro e poi assalendo una carovana di immigranti irlandesi, catturando un irlandese e impadronendosi del bestiame: lungo la via del ritorno verso i villaggi tra il Guadalupe River e il Colorado River, a Pinta Trail Crossing sul Guadalupe River, i Penateka furono raggiunti da un reparto texano al comando di John Coffee “Jack” Hays (con altri 16 rangers e due guide Lipan), e al termine del combattimento, tra attacchi, inseguimenti e repentini contrattacchi, i rangers (alcuni tra i quali equipaggiati con rivoltelle Paterson Colt e un fucile a tamburo Colt) contarono alcuni feriti, mentre i Comanche subirono 23 morti e 37 feriti (13 tra i quali mortalmente); lo stesso Isaviah fu ferito alquanto gravemente.
Reinsediato alla Presidenza Sam Houston, nell’agosto 1843 i Comanche e i loro alleati Kiowa stipularono un accordo di tregua coi Texani e nell’ottobre i Comanche - non soltanto Penateka, ma anche Nokoni, Kotsoteka e Kwahadi -, interessati alla pace col Texas purché fosse concordato un confine inviolabile della Comancheria, accettarono di incontrare il Presidente per definire un trattato di pace come quello concluso nello stesso anno a Fort Bird dagli Wichita e dalle nazioni deportate dall’est. Benché lo stesso Potsʉnakwahipʉ accettasse di partecipare alle trattative, dimostrando una fiducia insperata in Houston, e, nell’ottobre 1844 a Tehuacana Creek, Potsʉnakwahipʉ, con Pahayuca Amorous Man, Mupitsukupʉ Old Owl e altri sottoscrivesse un trattato che prevedeva la liberazione dei prigionieri bianchi e la cessazione delle spedizioni contro gli insediamenti bianchi  in cambio della cessazione delle spedizioni militari texane contro la Comancheria e del riconoscimento da parte del Texas di un confine, e anche i Kiowa e Kataka (c.d. “Kiowa Apache”) nonché gli Wichita (Kanoatino, Waco, Taweash, Tawakoni, Keechi), alleati dei Comanche, aderissero al trattato, Isaviah e Santa Anna mantennero intatta la diffidenza nei confronti dei Texani, assumendo una posizione più rigida se non intransigente e rifiutando di apporre il proprio segno in calce al trattato; l’eliminazione, da parte del Senato in sede di ratifica, del riferimento al confine della Comancheria confermò la buona ragione di Isaviah e Santa Anna, e indusse anche Potsʉnakwahipʉ a denunciare il trattato, schierandosi col cugino dimostratosi più realista di lui nel valutare l’interesse dei bianchi per una pace equa e stabile, e le ostilità ripresero.
Nel maggio 1846 Potsʉnakwahipʉ e Isaviah, ormai convinti di non poter contrapporsi agli U.S.A. e al Texas e di non poter impedire il continuo e massiccio afflusso di bianchi, accettarono di incontrare i delegati statunitensi a Council Spring e aderirono entrambi al trattato di pace colà concordato; Potsʉnakwahipʉ, però, declinò l’invito a recarsi a Washington in visita al Presidente James Polk e preferì unirsi a isah-viah per una grande razzia nel Messico. Nel 1847 gli immigrati tedeschi organizzati nella Adelsverein, che aveva comprato una concessione fra il Llano River e il Colorado River, ottennero l'aiuto dell'agente Robert S. Neighbors per trattare coi Penateka, e il barone Johann O. von Meusebach incontrò alcuni capi (Mopechucope, Potsʉnakwahipʉ, Santa Anna) sul Rio San Saba riuscendo a stipulare con loro un trattato recante il consenso all'insediamento tedesco a Fredericksburg.
Nel maggio Pahayuca, Mopechucope, Potsʉnakwahipʉ e Santa Anna incontrarono nuovamente Neighbors per apprendere che il Senato aveva soppresso l'articolo del trattato di Council Springs che avrebbe dovuto proibire l'ingresso dei bianchi nel territorio Comanche; fra altre inutili proteste, Santa Anna rivendicò il diritto alle spedizioni nel Messico, e Neighbors, essendo gli U. S. A. in guerra contro il Messico, non si oppose: Potsʉnakwahipʉ, Isaviah e Santa Anna, con alcune centinaia di guerrieri, attraversarono, perciò, il Rio Grande dilagando nel Coahuila e nel Chihuahua, spingendosi fino a San Francisco del Oro, e bruciando villaggi, rubando cavalli e rapendo donne e bambini; al ritorno i Penateka si imbatterono in un reparto di dragoni statunitensi vicino a Parras, subendo una sconfitta che indusse i capi a tornare nel Messico con 800 guerrieri, per un'altra spedizione, nell'agosto. Durante l’ultima fase del decennio 1840’ e il decennio 1850 i capi guerrieri, in primo luogo Potsʉnakwahipʉ, capo di guerra di tutte le bande Penateka Comanche, ma anche Isaviah, intrattennero rapporti pacifici con i rappresentanti statunitensi, tanto da scortare lungo la prima parte del percorso, e aggiungendosi lungo la pista anche le bande di Isaviah e di Shanaco a quella di Potsʉnakwahipʉ, la spedizione di Robert Neighbors e John S. “Rip” Ford nel 1849 diretta da San Antonio a El Paso, affidandola poi, nel tratto successivo, a Huupi-pahati, capo principale dei Nokoni Comanche, e da sottoscrivere, coi segni di Potsʉnakwahipʉ, Isaviah e altri capi, il trattato di Fort Martin Scott nel dicembre 1850. Nel 1851, Isaviah, insieme con Potsʉnakwahipʉ guidò un'altra spedizione in forze nel Messico, razziando il Chihuahua e addentrandosi nel Durango.
Nel settembre 1853 Isaviah, Ketumse e Shanaco incontrarono Neighbors, nuovamente nominato agente indiano, per chiedere l'invio dei rifornimenti (cibo e vestiario innanzitutto) alla riserva e l'adozione di provvedimenti contro i coloni abusivi, e l'agente (che non disponeva dell'autorità necessaria e conosceva la volontà del Congresso texano di impossessarsi delle terre degli Indiani promuovendo le rivendicazioni dei bianchi e perseguendo la deportazione degli Indiani) continuò a battersi per la creazione di un sistema di riserve; il Segretario di Stato per la Guerra, Jefferson Davis, propose l'acquisizione di parte delle terre assegnate ai Choctaw nell'Oklahoma orientale, Neighbors rilanciò con l'idea di istituire due piccole riserve sul Brazos.
Nell'estate 1854 Neighbors e il cap. Marcy effettuarono una ricognizione e individuarono i siti, destinando ai Comanche 18.576 acri sul Clear Fork del Brazos, a circa cinque miglia da Camp Cooper; l'agente Neighbors, recatosi nel novembre al campo invernale sul Brazos, convinse a stabilirsi nella riserva Potsʉnakwahipʉ e i ben più malleabili Shanaco, Ketumse e Asa-havey, ma non Isaviah, che, insistendo per la definizione di una linea di confine, rifiutò recisamente, abbandonando il concilio; Isaviah fu ucciso una settimana più tardi da un gruppo di cacciatori Lipan.
Dopo l’uccisione di Isaviah (che aveva appena rifiutato di stabilirsi nella riserva destinata ai Comanche sul Clear Fork del Brazos River) nell’estate 1854, nel 1856, Potsʉnakwahipʉ condusse i suoi Penateka sul Brazos, stabilendosi suo malgrado nella riserva.